# Богданишки (Ошмянский район)
Богданишки (бел. Багдані́шкі) — деревня в Ошмянском районе Гродненской области Белоруссии. В составе Новосёлковского сельсовета.

## География
Пролегает дорога Н-6329.
Ближайшие населённые пункты Ошмяны, Михалкони, Повяжи и др.

### Гидрография
Река Ошмянка.

## История
В 1905 году в Ошмянском уезде Куцевичской волости Виленской губернии.
До 2 декабря 1961 года деревня входила в состав Повежинского сельсовета, до 17 января 1969 года — в состав Жупранского сельсовета.

## Население

### Численность
- 2009 год — 58 человек

### Динамика
- 1999 год — 73 человек (перепись населения)
- 2009 год — 58 человек (перепись населения)[2]